# Лацизе
Лацизе (італ. Lazise, вен. Lazise) — муніципалітет в Італії, у регіоні Венето,  провінція Верона.
Лацизе розташоване на відстані близько 430 км на північ від Рима, 130 км на захід від Венеції, 22 км на захід від Верони.
Населення — 6953 особи (2014).
Щорічний фестиваль відбувається 11 листопада. Покровитель — святий Мартин.

## Демографія
Населення за роками:

Станом на 1 січня 2023 року в муніципалітеті офіційно проживало 730 іноземців з 56 країн, серед них 315 громадян країн Євросоюзу та 17 громадян України.

## Сусідні муніципалітети
- Бардоліно
- Пастренго
- Кастельнуово-дель-Гарда
- Песк'єра-дель-Гарда